# USオープン (ビリヤード)
USオープン(US Open Nine-ball Championship、ゆーえす―）は、1976年からアメリカ合衆国ヴァージニア州で開催されているポケットビリヤードの選手権である。
世界のトッププロが競う国際オープン大会であり、今日では世界選手権とならんで最も権威ある大会の一つである。2008年大会は10月19日〜25日。

2007年10月に開催された第35回USオープンの男子部門のチャンピオンはシェーン・ヴァン・ボーニング（en:Shane Van Boening）である。この年から優勝賞金は5万ドルに上がった。ボーニングはダブルイリミネーションで行われたこの大会で無敗のまま優勝し233人の頂点に立った。決勝戦の相手は、前年の世界選手権者のロナート・アルカノ。同年の女子チャンピオンはアリソン・フィッシャー（en:Allison Fisher）であった。

## 歴史
1976年に初開催されたUSオープンは、2005年には世界中から256名のプレーヤーが参加するまでになった。

男子部門のプロモーターは1976年以来、en:Barry Behrmanが務めている。また、司会者としてスコット“ザ・ショット”スミスが有名である。女子部門はWPBA（en:Women's Professional Billiard Association）により統括されている。初回の大会は、現在の会場のチェサピーク・カンファレンス・センターから程近いノーフォークのビリヤード場「Q-Masters pool room」で開催された。

## フォーマット
11セット先取・勝者ブレイクのダブルイリミネーションで行われ、勝者側（全勝）、敗者側（1敗、他の試合に全勝）の代表をファイナリストとし、決勝戦は13ラック先取で戦われる。多くのポケット競技の選手権同様「完全ダブルイリミネーション」ではない。

## 選手権
USオープンは、そのダブルイリミネーションの過酷さから、「優勝するのが世界選手権より難しい」といわれることがある。世界選手権のトーナメントでは始めは8ラック先取や9ラック先取から開始されるが、USオープンでは全試合が11ラック先取とセット数が多い。また、ダブルイリミネーションであるため試合数自体も多いためスタミナも要求される。試合会場のメインテーブルはいわゆるTVテーブルであり、ここでの試合はAccu-StatsからビデオおよびDVDが販売されている。また、「ビリヤードクラブネットワーク」が動画をオンデマンド配信している（有料）。著名なプロ選手や業界関係者による実況・解説が付加されている。
優勝者には副賞として緑のブレザーが授与される伝統がある。また、USオープンのエントリー費が終生免除される。トロフィーはアメリカ合衆国の地図を模した平たく巨大なものである。

## 記録
- 最年長で栄冠に輝いたのは、アメリカのen:Mike Lebronで当時54歳。最年少の優勝者は21歳で当時プロデビューしたばかりの後の「20世紀最高のプレーヤー」マイク・シーゲルである。
- 最多優勝を果たしたのはアール・ストリックランドとシェーン・バン・ボーニング（ともにアメリカ）で、それぞれ5回。ストリックランドは1984年、1987年、1993年、1997年および2000年、ボーニングは2007年、2012年、2013年、2014年、2016年。ボーニングは2012年ー2014年の3年連続優勝という記録も保持している。[6]。

## 男子優勝者一覧
アジア勢の優勝は1994年のエフレン・レイズ（フィリピン）、2005年のアレックス・パグラヤン（フィリピン/カナダ）、2015年の鄭喩軒（台湾）のみ。
2008年まで、アメリカ人以外で優勝したプレーヤーは、エフレン・レイズ、ラルフ・スーケー、アレックス・パグラヤン、ミカ・イモネンの4人のみで、この4人はいずれも世界選手権の優勝者であった（Mike Lebronはアメリカ人と数える）。その後現在（2018年）に到るまでに、英国のダレン・アプルトン、台湾の鄭喩軒、スコットランドのジェイソン・ショウが加わった。
| Year | Winner                                    |
| ---- | ----------------------------------------- |
| 2017 | ジェイソン・ショウ                        |
| 2016 | シェーン・ヴァン・ボーニング(5)           |
| 2015 | 鄭喩軒（ゼン・ユィーシェン＝Kevin Chang） |
| 2014 | シェーン・ヴァン・ボーニング(4)           |
| 2013 | シェーン・ヴァン・ボーニング(3)           |
| 2012 | シェーン・ヴァン・ボーニング(2)           |
| 2011 | ダレン･アプルトン(2)                      |
| 2010 | ダレン･アプルトン                         |
| 2009 | ミカ・イモネン(2)                         |
| 2008 | ミカ・イモネン                            |
| 2007 | シェーン・ヴァン・ボーニング              |
| 2006 | John Schmidt                              |
| 2005 | アレックス・パグラヤン                    |
| 2004 | Gabe Owen                                 |
| 2003 | Jeremy Jones                              |
| 2002 | ラルフ・スーケー                          |
| 2001 | コーリー・デュエル                        |
| 2000 | アール・ストリックランド(5)               |
| 1998 | バディ・ホール(2)                         |
| 1999 | ジョニー・アーチャー                      |
| 1997 | アール・ストリックランド(4)               |
| 1996 | ロドニー・モリス                          |
| 1995 | Reed Pierce                               |
| 1994 | エフレン・レイズ                          |
| 1993 | アール・ストリックランド(3)               |
| 1992 | Tommy Kennedy                             |
| 1991 | バディ・ホール                            |
| 1990 | ニック・バーナー(2)                       |
| 1989 | ニック・バーナー                          |
| 1988 | Mike Lebron                               |
| 1987 | アール・ストリックランド(2)               |
| 1986 | David Howard                              |
| 1985 | Jimmy Reid                                |
| 1984 | アール・ストリックランド                  |
| 1983 | マイク・シーゲル(3)                       |
| 1982 | David Howard                              |
| 1981 | アレン・ホプキンス                        |
| 1980 | マイク・シーゲル(2)                       |
| 1979 | Louie Roberts                             |
| 1979 | スティーブ・ミゼラク                      |
| 1978 | アレン・ホプキンス                        |
| 1976 | マイク・シーゲル                          |

## 女子優勝者一覧
男子の選手権と異なり、女子部門では出場資格がWPBA所属のプロに限られ、さらに一定以上の試合に出場してポイントを得ている選手のみとなる。
2007年の優勝者はアリソン・フィッシャーで、自身3度目の優勝および15度目のWPBAクラシックツアータイトル獲得となった。
| Year                                             | Winner                                       |
| ------------------------------------------------ | -------------------------------------------- |
| この節の 加筆 が望まれています。 （ 2008年2月 ） |                                              |
| 2007                                             | アリソン・フィッシャー                       |
| [icon]                                           | この節の加筆が望まれています。 （2008年2月） |